# Provincia di Tarragona

Il logo della Diputació de Tarragona

La provincia di Tarragona è una provincia della comunità autonoma della Catalogna, nella Spagna nord-orientale.

## Geografia
Confina con la Comunità Valenciana (provincia di Castellón) a sud-ovest, con l'Aragona (province di Teruel e Saragozza) a ovest, con le province di Lleida a nord e Barcellona a nord-est e con il mar Mediterraneo a sud-est, in corrispondenza del delta del fiume Ebro.
La superficie è di 6.303 km², la popolazione nel 2018 era di 797.128 abitanti. Il capoluogo è Tarragona, altri centri importanti sono Reus e Tortosa.

## Geografia antropica

### Comarche
- Camp de Tarragona
  - Alt Camp (Campo Alto)
  - Baix Camp (Campo Basso)
  - Baix Penedès (Basso Penedès)
  - Conca de Barberà (Conca di Barberà)
  - Priorat (Priorato)
  - Tarragonès (Tarragonese)
- Terres de l'Ebre
  - Baix Ebre (Basso Ebro)
  - Ribera d'Ebre (Riva d'Ebro)
  - Montsià
  - Terra Alta

### Città
Comuni con oltre 10.000 abitanti, con dati del 2015:
| #  | Città                    | Comarche     | Popolazione |
| -- | ------------------------ | ------------ | ----------- |
| 1  | Tarragona                | Tarragonès   | 131.255     |
| 2  | Reus                     | Baix Camp    | 103.194     |
| 3  | El Vendrell              | Baix Penedès | 36.558      |
| 4  | Tortosa                  | Baix Ebre    | 33.864      |
| 5  | Cambrils                 | Baix Camp    | 32.915      |
| 6  | Salou                    | Tarragonès   | 26.459      |
| 7  | Valls                    | Alt Camp     | 24.321      |
| 8  | Calafell                 | Baix Penedès | 24.256      |
| 9  | Vila-seca                | Tarragonès   | 22.332      |
| 10 | Amposta                  | Montsià      | 20.952      |
| 11 | Torredembarra            | Tarragonès   | 15.371      |
| 12 | Sant Carles de la Ràpita | Montsià      | 14.760      |
| 13 | Cunit                    | Baix Penedès | 11.883      |
| 14 | Mont-roig del Camp       | Baix Camp    | 11.877      |
| 15 | Deltebre                 | Baix Ebre    | 11.676      |

### Partidos judiciales

Partidos judiciales della provincia di Tarragona.

La provincia di Tarragona è divisa amministrativamente in 8 partidos judiciales.
| Partito judicial | Partito judicial | Nº municipi accorpati | Popolazione (ab) [2009] | Superficie (km²) | Densità (ab/km²) |
| ---------------- | ---------------- | --------------------- | ----------------------- | ---------------- | ---------------- |
| 1                | El Vendrell      | 25                    | 135.336                 | 486,3            | 278,3            |
| 2                | Reus             | 28                    | 189.226                 | 697,4            | 271,3            |
| 3                | Amposta          | 12                    | 72.189                  | 737,9            | 97,8             |
| 4                | Valls            | 43                    | 66.740                  | 1.102,5          | 60,5             |
| 5                | Gandesa          | 18                    | 24.331                  | 983,5            | 24,7             |
| 6                | Tarragona        | 12                    | 211.115                 | 212,7            | 992,5            |
| 7                | Tortosa          | 14                    | 81.724                  | 999,5            | 91,8             |
| 8                | Falset           | 31                    | 22.640                  | 1.083,2          | 20,9             |
| Tarragona        | Tarragona        | 183                   | 803.301                 | 6.302,9          | 127,4            |